# Sato Yusuke
Sato Yusuke (sinh ngày 6 tháng 3 năm 1982) là một cầu thủ bóng đá người Nhật Bản.

## Sự nghiệp câu lạc bộ
Sato Yusuke đã từng chơi cho SC Tottori và Roasso Kumamoto.